# Oneillornis
Genre
Oneillornis est un genre de passereaux de la famille des Thamnophilidae. Il comprend deux espèces de fourmiliers.

## Taxonomie
En 2018 le congrès ornithologique international  a séparé le genre Oneillornis  du genre Gymnopithys après une étude de phylogénétique moléculaire par Isler, Bravo & Brumfield qui a montré la paraphylie de ce dernier.

## Répartition
Ce genre se trouve à l'état naturel dans l'Ouest de l'Amazonie,.

## Liste des espèces
Selon la classification de référence du Congrès ornithologique international (version 8.1, 2018) :
- Oneillornis salvini (von Berlepsch, 1901) — Fourmilier de Salvin
- Oneillornis lunulatus (Sclater, PL & Salvin, 1873) — Fourmilier lunulé, Fourmilier de Ucayali